# André Ramalho
André Ramalho Silva (* 16. Februar 1992 in Ibiúna, Bundesstaat São Paulo) ist ein brasilianischer Fußballspieler, der in der Defensive universell eingesetzt werden kann.

## Karriere

### Anfänge in Brasilien

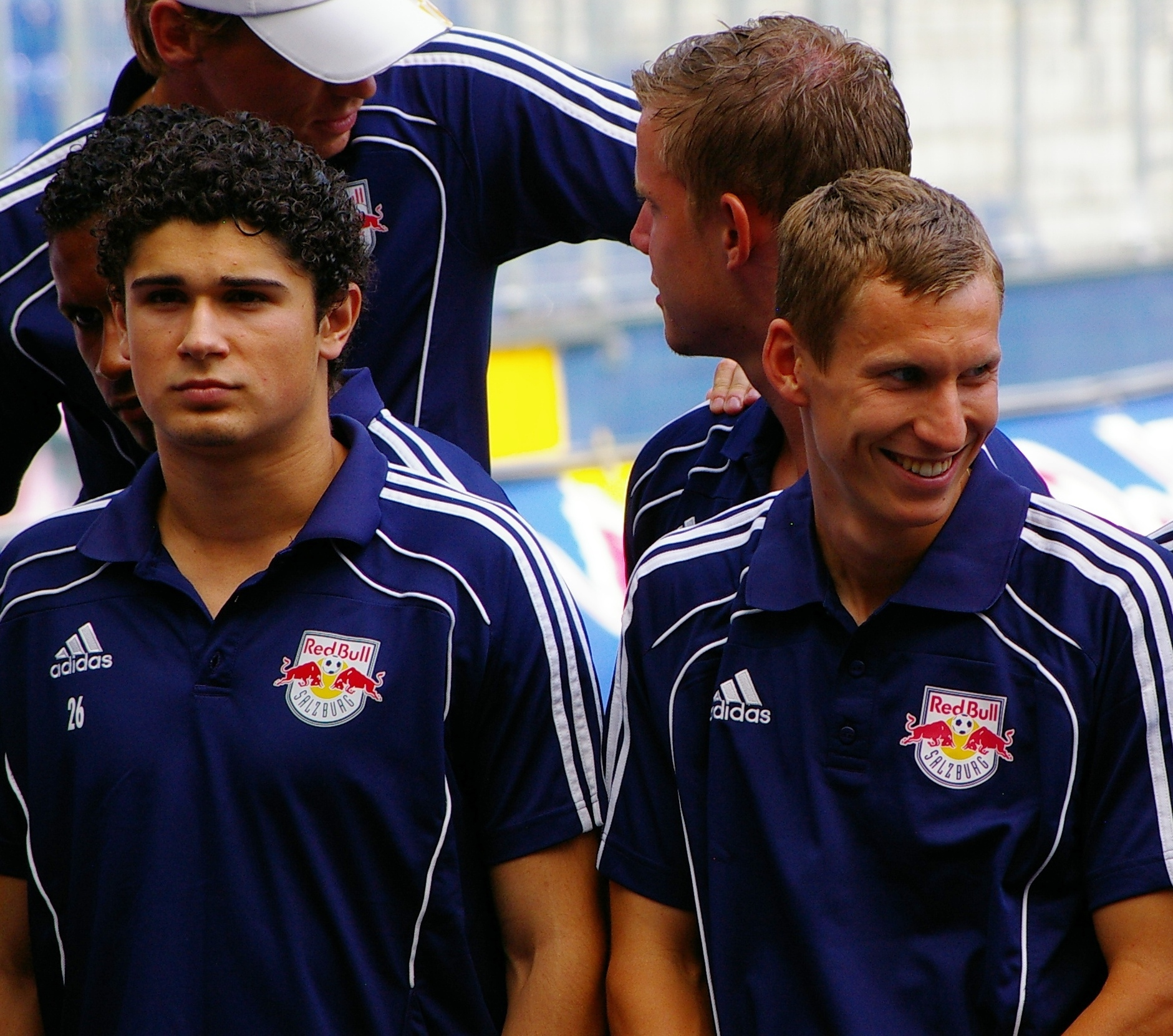
André Ramalho Silva und Florian Klein bei der Mannschaftspräsentation zur Saison 2012/13

André Ramalho war beim FC São Paulo zum Vereinsfußball gekommen, ehe er über EC São Bento und Palmeiras São Paulo zu Red Bull Brasil ging. Zuvor hatte er bei Red Bull Brasil gemeinsam mit 5000 anderen jungen Fußballern aus Brasilien einen Aufnahmetest durchlaufen. Ramalho wurde aus diesen Teilnehmern gewählt und durfte für die U-17-Mannschaft des Vereins auflaufen. Zu Beginn der Saison 2009 stieg er in die erste Mannschaft auf und stieg mit ihnen zweimal in Folge bis in die Staatsmeisterschaft von São Paulo Série A2 auf. 2010 stand er mit der Mannschaft aus São Paulo im Finale des Staatspokal von São Paulo, musste sich dort aber dem Paulista FC geschlagen geben. Im Januar 2011 wurde er gemeinsam mit drei anderen Spielern von Red Bull Brasil zu einem Probetraining bei den Red Bull Juniors Salzburg eingeladen und zwei Wochen später als erster Spieler aus der hauseigenen Akademie in Brasilien nach Österreich transferiert.

### Wechsel nach Österreich
Nach seiner Ankunft in Salzburg wurde er sofort von Trainer Huub Stevens in die erste Mannschaft beordert. Für die erste Frühjahrsbegegnung gegen den SV Mattersburg stand er im Kader, konnte das Spiel aber nur von der Bank aus beobachten. Mit den Red Bull Juniors gewann Ramalho die Meisterschaft der Regionalliga West und den SFV-Stiegl-Cup. Zur Winterpause 2011/12 wurde er an den Kooperationspartner USK Anif verliehen, der den Aufstieg in die Erste Liga anstrebte, letztlich jedoch scheiterte.
Nach seiner Rückkehr zu RB Salzburg wurde er vom neuen Trainer Roger Schmidt in die Kampfmannschaft befördert und trug ab diesem Zeitpunkt dort die Rückennummer 5. Zusätzlich stand er zur Saison 2012/13 als Kooperationsspieler dem Farmteam FC Liefering, ehemals USK Anif, zur Verfügung.
Sein Bundesliga-Debüt absolvierte er in der 1. Runde der Saison 2013/14 im Spiel gegen den SC Wiener Neustadt. Er spielte die kompletten 90 Minuten in der Innenverteidigung durch. Seine Leistungen in den folgenden Spielen machten ihn gemeinsam mit Martin Hinteregger zum Stammspieler in der Salzburger Innenverteidigung. Im Herbst erzielte er auch drei Tore, was ihn zum torgefährlichsten Verteidiger in der Bundesliga machte.

### Wechsel nach Deutschland
Zur Saison 2015/16 wechselte Ramalho in die deutsche Bundesliga zu Bayer 04 Leverkusen. Er unterschrieb einen Vierjahresvertrag. Sein Pflichtspieldebüt für Bayer Leverkusen gab er am 15. August 2015 am ersten Spieltag der Bundesliga beim 2:1-Heimsieg gegen die TSG 1899 Hoffenheim, wobei er in der 90. Minute für Karim Bellarabi eingewechselt wurde.
Für die Saison 2016/17 wurde er an den 1. FSV Mainz 05 verliehen und kehrte anschließend zu Bayer Leverkusen zurück.

### Rückkehr nach Österreich
Im Januar 2018 kehrte Ramalho zu Red Bull Salzburg zurück, wo er einen bis Mai 2022 laufenden Vertrag erhielt. In weiteren dreieinhalb Jahren bei den Salzburgern kam er zu 90 Bundesligaeinsätzen, in denen er zehn Tore erzielte. Mit den „Bullen“ wurde er während seinem zweiten Engagement viermal Meister, dreimal Cupsieger und spielte zweimal in der Champions League.

### Wechsel in die Niederlande
Zur Saison 2021/22 wechselte Ramalho in die Niederlande zur PSV Eindhoven, bei der er einen bis Juni 2024 laufenden Vertrag erhielt. Nach Ablauf dessen verließ er die PSV und wechselte zu Corinthians São Paulo.

## Erfolge
- 6 × Meister der Österreichischen Bundesliga: 2014, 2015, 2018, 2019, 2020, 2021
- 5 × Österreichischer Cupsieger: 2014, 2015, 2019, 2020, 2021
- 1 × Aufstieg in die Erste Liga (2. Liga): 2013 (Relegation gegen LASK Linz)
- 2 × Meister der Regionalliga West (3. Liga): 2011, 2013
- 1 × Gewinner des SFV-Stiegl-Cup: 2011
- 1 × Meister der Staatsmeisterschaft von São Paulo Série A3 (3. Liga): 2010
- 1 × Meister der Staatsmeisterschaft von São Paulo Série B (4. Liga): 2009
- 1 × Finale Staatspokal von São Paulo: 2010
- 2 × Niederländischer Pokalsieger: 2022, 2023
- 1 × Niederländischer Meister: 2024
- 3 × Johan-Cruyff-Schale: 2021, 2022, 2023